# Distretto di Saquena
Il distretto di Saquena è uno degli undici distretti della provincia di Requena, in Perù. Si trova nella regione di Loreto e si estende su una superficie di 2.081,42 chilometri quadrati.
Istituito il 2 luglio 1943, ha per capitale la città di Bagazan.